# Metophthalmus peringueyi
Metophthalmus peringueyi is een keversoort uit de familie schimmelkevers (Latridiidae). De wetenschappelijke naam van de soort werd in 1898 gepubliceerd door Marie Joseph Paul Belon.